# Малое Романово
Малое Романово — деревня в Пермском крае России. Входит в Березниковский городской округ в рамках организации местного самоуправления и в Усольский район в рамках административно-территориального устройства края.

## География
Деревня расположена на правом берегу реки Яйва примерно в 22 километрах на юг от южной окраины города Березники.
Климат
Климат умеренно-континентальный с суровой продолжительной зимой и теплым коротким летом. Самый холодный месяц — январь со среднемесячной температурой (-15,7 оС), самый теплый — июль со среднемесячной температурой (+17,4 оС). Продолжительность безморозного периода в среднем составляет 114 дней. Общее число дней с положительной температурой 190. Последний весенний заморозок в среднем наблюдается в конце мая, а первый осенний — в конце второй декады сентября. Среднегодовая температура воздуха −2,2 оС.

## История
В 2013 году Постановлением правительства РФ деревня Малая Романова переименована в Малое Романово.
С 2004 до 2018 года деревня входила в Романовское сельское поселение Усольского муниципального района, с 2018 года включается в Романовский территориальный отдел Березниковского городского округа.

## Население
| 2010 | 2013 | 2014 |
| ---- | ---- | ---- |
| 9    | ↘7   | ↘6   |

## Инфраструктура
Рядом с деревней находится пансионат «Уральское раздолье». К деревне примыкает СНТ Коллективный сад № 60.

## Транспорт
Деревня доступна автотранспортом. 